# マカオ特別行政区政府
マカオ特別行政区政府（マカオとくべつぎょうせいくせいふ、中国語: 澳門特別行政區政府、ポルトガル語: Governo da Região Administrativa Especial de Macau）は、中華人民共和国の南海沿岸に位置する特別行政区であるマカオ（澳門）に当地する地方政府である。1999年12月20日にポルトガルからの主権返還に伴い設置された。
「一国二制度」の原則に基づき、高度な自治が保障されている。

## 概要
マカオ特別行政区政府は、中華人民共和国中央人民政府（国務院）の指導の下で、外交および防衛を除く幅広い分野において行政、立法、司法の三権を有し、独自の通貨制度、出入境管理、法律体系などを保持している。政府の長は住民によって間接選出された行政長官であり、中央政府による任命を経て就任する。
現行の政府首長は岑浩輝で、政策の執行は行政長官を頂点とする行政機構（各司および政策局）によって行われている。また、立法機関として澳門特別行政区立法会、司法機関として澳門終審法院などを有する。

## 政府の要職と行政会議

### 行政長官
マカオ特別行政区政府の長は、住民によって構成された選挙委員会によって間接選出され、最終的に中華人民共和国国務院によって任命される「行政長官」である。現職は第6代行政長官の岑浩輝であり、2024年12月20日に就任した。

### 主な局長・委員
行政長官の下に複数の局（Secretariat）が設置され、各政策領域を所管する。2024年12月時点での主要な政府高官は以下の通りである：
| 職名               | 氏名          |
| ------------------ | ------------- |
| 行政法務司司長     | 張永春        |
| 経済財政司司長     | 戴建業 (官僚) |
| 保安司司長         | 黃少澤        |
| 社会文化司司長     | 柯嵐          |
| 交通公共工務司司長 | 譚偉文        |
| 廉政專員           | 歐陽湘        |
| 審計署署長         | 歐陽瑜        |
| 警察總局局長       | 梁文昌        |
| 海關總署署長       | 何浩瀚        |

### 行政会議
行政会議（Executive Council）は、行政長官を補佐し、主要政策や法案の提出に先立ち助言を行う諮問機関である。「澳門特別行政区基本法」第57条に基づき設置され、7名から11名の澳門永住居民により構成される。
行政会議の委員はすべて行政長官が任命し、現行体制では11名が任命されている。構成員には政府高官のほか、一部の立法会議員や社会の有識者も含まれる。

## 中国中央政府との関係
マカオ特別行政区政府は「一国二制度」に基づいた中華人民共和国の領土かつ、その主権下にある特別行政区となっている。本節では、中央政府（国務院）との関係性について整理する。

### 主権と高度自治
中華人民共和国はマカオの主権を有する一方で、「一国二制度」原則の下、マカオ特別行政区に対して政治・経済・法律・通貨・出入境制度などについて高度な自治を認めている。外交および国防を除く政策実行権は特区政府に委譲されている。

### 任命と監督
行政長官はマカオ住民による選挙委員会で選出され、最終的に国務院によって任命される。国務院の任命を受けなければ就任できない仕組みとなっており、また政策の実施や公共プロジェクトに関して、特区政府は国務院に定期報告または報告要求に応じる義務がある。

### 立法および司法の関係
澳門立法会（立法機関）は法律案を制定する際、必要に応じて国務院または中央政府部門の意見や承認を得る場合がある。澳門終審法院（司法機関）は中国の憲法や澳門基本法に従って判断を下し、国家安全や外交、防衛に関する重大案件では中央の司法監督が及ぶ可能性がある。

### 中央政府機関の特区内活動
中央人民政府の代表機関として、駐澳門聯絡弁公室が設置されている。これにより中央とマカオとの間の連絡調整、政策伝達、国務院指示の実施などの役割を担っている。例えば重大外交イベントや巡視時には、連絡弁公室が窓口として対応する。

### 中央政府からの支援と信任
中央政府は公共インフラ・社会福祉・海事・災害対応などの各分野において支援を提供しており、マカオ特別行政区政府は複数の国務院部門との間で協定や協力枠組みを締結している。これにより、国家政策と特区利害の調整が図られている。